# Tomasz Shen Jihe
Św. Tomasz Shen Jihe OFS (chiń. 申計和多默; ur. 1851 w Ankou, prowincja Shanxi, zm. 9 lipca 1900 w Taiyuan) – tercjarz franciszkański, męczennik, święty Kościoła katolickiego.

## Życiorys
Tomasz Shen Jihe urodził się w Ankou w powiecie Huguan, prowincja Shanxi. Jego rodzicami byli Piotr Shen Buniu i Maria Guo. Dorastał jako żarliwy katolik. Najpierw pracował dla Pawła Zhang w domu parafialnym jako lokaj, następnie przeprowadził się z nim do Dong’ergou w 1875 r. Nigdy się nie ożenił. Został służącym biskupa Ai.
Podczas powstania bokserów doszło w Chinach do prześladowań chrześcijan. Gubernator prowincji Shanxi Yuxian nienawidził chrześcijan. Z jego polecenia biskup Grzegorz Grassi został aresztowany razem z 2 innymi biskupami (Franciszek Fogolla, Eliasz Facchini), 3 księżmi, 7 zakonnicami, 7 seminarzystami, 10 świeckimi pomocnikami misji i kilkoma wdowami. Aresztowano również protestanckich duchownych razem z ich rodzinami. Wśród aresztowanych znalazł się Tomasz Shen Jihe. Został stracony razem z biskupem i innymi katolikami z rozkazu gubernatora Shanxi 9 lipca 1900 r. W tym dniu zabito łącznie 26 męczenników. W styczniu 1901 r. nowy zarządca prowincji urządził ich uroczysty pogrzeb.

## Dzień wspomnienia
9 lipca w grupie 120 męczenników chińskich.

## Proces beatyfikacyjny i kanonizacyjny
Beatyfikowany 24 listopada 1946 r. przez Piusa XII w grupie Grzegorz Grassi i 28 Towarzyszy. Kanonizowani w grupie 120 męczenników chińskich 1 października 2000 r. przez Jana Pawła II.